# Grundreihenmatt
Das Grundreihenmatt ist eine taktische Wendung im Schachspiel. Eine Dame oder ein Turm dringt auf die gegnerische Grundreihe ein und setzt den rochierten König, welcher hinter einem Wall von Bauern eingeklemmt ist, matt. Man spricht auch von einer Grundreihenschwäche des Gegners.

## Beispiel
Nachdem die weiße Dame zunächst den schwarzen König durch ein Schachgebot abgedrängt hat, dringt Weiß auf die 8. Reihe ein und setzt den König dort matt.
|   | a | b | c | d | e | f | g | h |   |
| 8 |   |   |   |   |   |   |   |   | 8 |
| 7 |   |   |   |   |   |   |   |   | 7 |
| 6 |   |   |   |   |   |   |   |   | 6 |
| 5 |   |   |   |   |   |   |   |   | 5 |
| 4 |   |   |   |   |   |   |   |   | 4 |
| 3 |   |   |   |   |   |   |   |   | 3 |
| 2 |   |   |   |   |   |   |   |   | 2 |
| 1 |   |   |   |   |   |   |   |   | 1 |
|   | a | b | c | d | e | f | g | h |   |

|   | a | b | c | d | e | f | g | h |   |
| 8 |   |   |   |   |   |   |   |   | 8 |
| 7 |   |   |   |   |   |   |   |   | 7 |
| 6 |   |   |   |   |   |   |   |   | 6 |
| 5 |   |   |   |   |   |   |   |   | 5 |
| 4 |   |   |   |   |   |   |   |   | 4 |
| 3 |   |   |   |   |   |   |   |   | 3 |
| 2 |   |   |   |   |   |   |   |   | 2 |
| 1 |   |   |   |   |   |   |   |   | 1 |
|   | a | b | c | d | e | f | g | h |   |

1. Df3–f7+ Kg8–h8
2. Df7–f8+ Te8xf8
3. Tf1xf8#

## Gegenmaßnahmen
Um eine eigene Grundreihenschwäche zu beheben, hat der Verteidiger folgende Mittel zur Wahl:
- Er kann einen Bauern vor dem rochierten König nach vorne ziehen und auf diese Weise ein Luftloch schaffen (Räumung). Wenn in dem Beispiel oben Schwarz am Zug wäre, könnte er h7–h6 ziehen, so dass der schwarze König nach h7 ausweichen kann.
- Er kann die Grundreihe überdecken. Wiederum im Beispiel oben könnte Schwarz, wenn er am Zug wäre, seine Dame nach b8 ziehen und die Grundreihe gegen den Einbruch auf f8 verteidigen.

Der Nachteil beider Methoden ist, dass sie passive Verteidigungsmaßnahmen sind und Zeit kosten, die der Gegner oft für Aktionen an anderer Stelle nutzen kann. Daher ist oft ein Gegenangriff die Methode der Wahl. Im Beispiel oben könnte Schwarz, wäre er am Zuge:
- seinen Bauern auf b1 vorziehen und zu einer Dame umwandeln. Die neue Dame schafft ein entscheidendes materielles Übergewicht und fesselt den weißen Turm auf f1, so dass er nicht mehr mattsetzen kann.
- die Dame nach c5 ziehen und Schach geben. Schwarz gewinnt damit einen Zug Zeit und überdeckt gleichzeitig das Einbruchsfeld f8. Er kann nun mit der Gegenüberstellung Te8–f8 den Abtausch von einer der beiden weißen Angriffsfiguren erzwingen.

Im Beispiel oben sind diese Möglichkeiten offensichtlich. In konkreten, komplizierteren Spielsituationen sind sie oft schwerer zu entdecken. Wichtig für den verteidigenden Spieler in solchen Stellungen ist, dass er alle diese Ressourcen erkennt und sich die Zeit nimmt, ihre Vor- und Nachteile gegeneinander abzuwägen.

## Partiebeispiel
Ein anschauliches Beispiel für die Ausnutzung der Grundreihenschwäche findet sich in der (fiktiven) Partie Adams – Torre, New Orleans 1920, in welcher mehrmals die weiße Dame ohne Schachgebot als Opfer dargeboten wird.